# Nowaja Niwa (przystanek kolejowy)
Nowaja Niwa (biał. Новая Ніва, ros. Новая Нива) – przystanek kolejowy w pobliżu miejscowości Nowaja Niwa, w rejonie mohylewskim, w obwodzie mohylewskim, na Białorusi. Położony jest na linii Osipowicze – Mohylew.